# Chlamyphorus truncatus
Il clamidoforo troncato (Chlamyphorus truncatus Harlan, 1825) è un armadillo della famiglia Dasypodidae,  diffuso in Sudamerica, dove è  noto col nome di  pichi ciego. È l'unica specie del genere Chlamyphorus.

## Distribuzione e habitat
Diffuso principalmente nella parte centro-occidentale dell'Argentina e nella fascia di deserto ai piedi delle Ande: predilige le zone pianeggianti sabbiose o pietrose con rada vegetazione.

## Descrizione
Misura 13-15 cm, più 4-5 cm di coda.
La testa, il ventre ed i fianchi sono ricoperti da una pelliccia morbida e fine di colore biancastro: la coda è nuda, appiattita e rigida e nella parte terminale somiglia ad un cucchiaio.
Gli occhi e le orecchie sono assai ridotti.
Gli arti anteriori sono muniti di robusti artigli adatti allo scavo.
Possiede sul dorso una corazza giallognola formata da 24 piastre cornee che cominciano dalla fronte e continuano fino alla parte posteriore del corpo, che si tronca bruscamente (da qui il nome truncatus della specie) ed è protetta da uno scudo verticale.
La corazza è solo blandamente saldata allo scheletro (zone di maggiore saldatura si trovano sulla testa e sull'apofisi spinale).

## Biologia

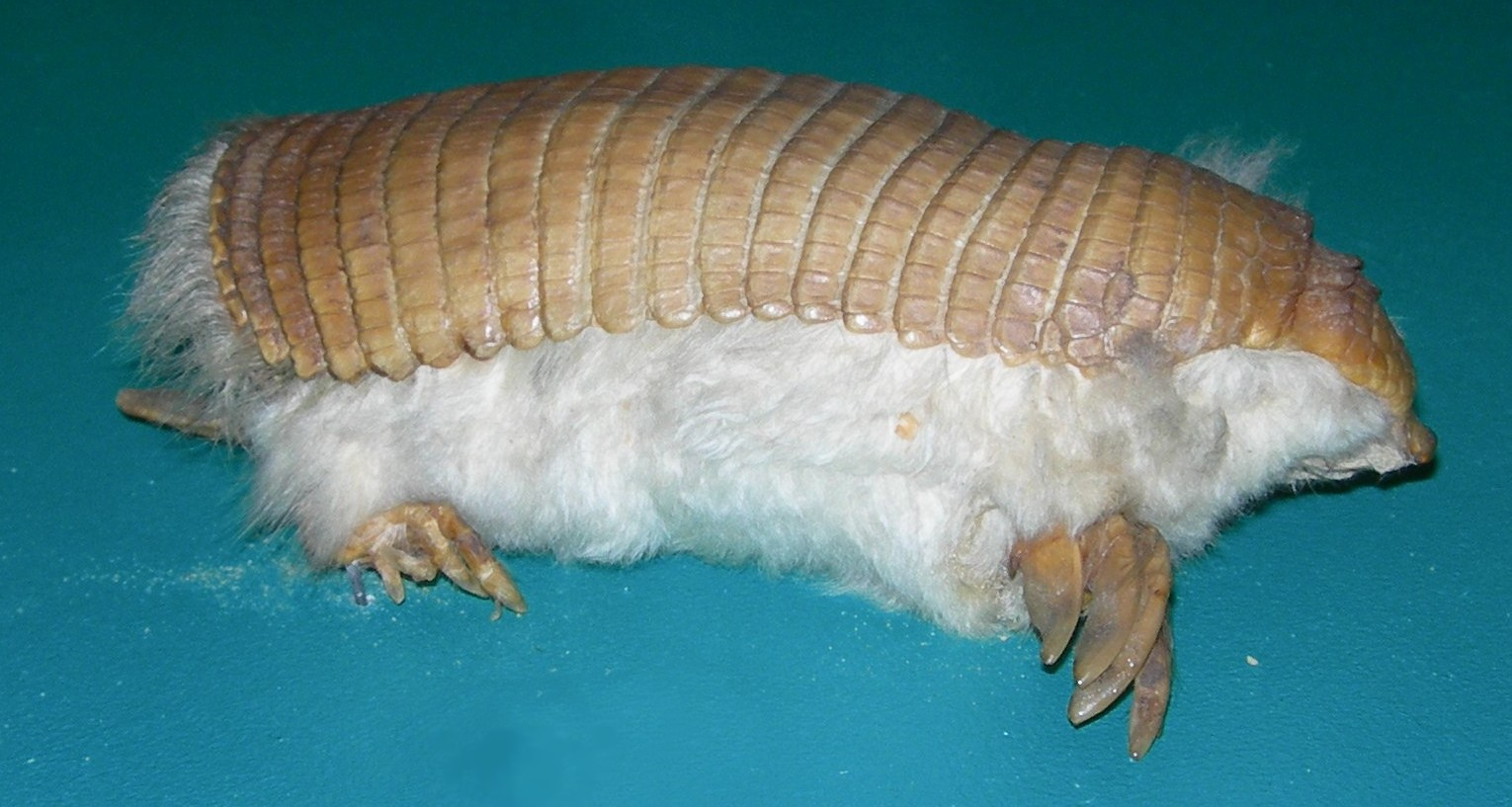
Clamidoforo

Le sue abitudini sono simili a quelle della talpa: il clamidoforo, infatti, è un animale fossore, che esce dalle sue gallerie sotterranee solo al tramonto.
Le sue sortite notturne sono facilmente individuabili, poiché il clamidoforo lascia come orme due strette scie parallele.
La coda viene quasi sempre tenuta piegata al di sotto del ventre: durante lo scavo, tuttavia, il clamidoforo la usa per puntellarsi alle pareti del tunnel ed adoperare le zampe anteriori per scavare e le zampe posteriori per rimuovere la sabbia e spostarla alle sue spalle.
Il posteriore piatto e corazzato funziona da saracinesca naturale che ostruisce il tunnel, impedendo ad eventuali predatori di entrare ed attaccare l'animale.
Gli indios riconoscono facilmente l'entrata dei tunnel sotterranei dei clamidofori, che si trova fra due montagnole di terra fra le quali scorrono le due strisce che questi animali lasciano quando camminano.